# Sobí zlatá horečka
Sobí zlatá horečka (anglicky: Cariboo Gold Rush) je nejznámější zlatá horečka v historii kanadské provincie Britská Kolumbie. 

## Vypuknutí zlaté horečky

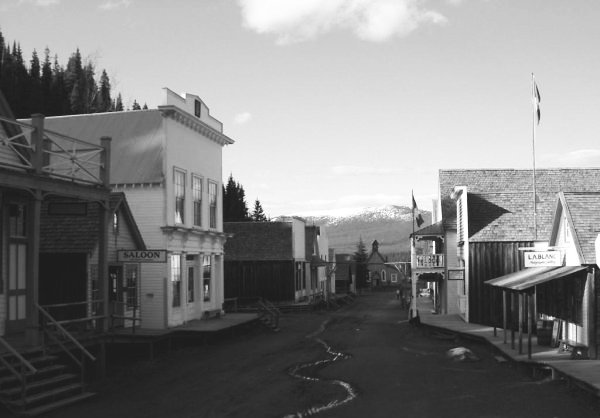
Město Barkerville

Zlatá horečka začala v roce 1861 objevením zlata v zátoce Keithley Creek, ležící východně od města Quesnel. Na rozdíl od klasického rýžování zlata podél toku řeky Fraser, naleziště zlata v oblasti okresu Cariboo si vyžadovaly kopání šachet a jiné druhy sofistikované těžby zlata. V oblasti vyrostlo několik měst, nejvýznamnější bylo město Barkerville, které je v současnosti chráněné jako součást národního dědictví a turistická atrakce. Mezi další významná města této éry patří Quesnel Forks, Keithley Creek, Quesnellemouthe, Antler, Richfield a Fort Alexandria.

## Národnosti zlatokopů
Sobí zlatá horečka se někdy nesprávně udává jako důvod vytvoření britské kolonie Britská Kolumbie. Kolonie byla ve skutečnosti založena tři roky před započnutím zlaté horečky, jako reakce na nával amerických prospektorů (hledačů zlata). Národnost prospektorů v okrese Cariboo byla na rozdíl od jižních oblastí kolonie, kde rovněž docházelo ke zlatým horečkám, převážně britského a kanadského původu. Jedním z důvodů menšího počtu Američanů bylo vypuknutí občanské války.

## Stavba obcí a cest v oblasti
Část obyvatel se rozhodla usadit v oblasti už natrvalo, díky tomu se město Quesnel stalo největším a nejznámějším z osad vzniklých za zlaté horečky.  Mezi města nacházející se na trase Sobí cesty patřilo město Williams Lake a osady Clinton a 100 Mile House. K největším a nejdůležitějším patřilo město Barkerville, které vyrostlo v okolí nejziskovějšího a nejslavnějšího naleziště zlata v oblasti Cariboo.

## Sobí dopravní cesta

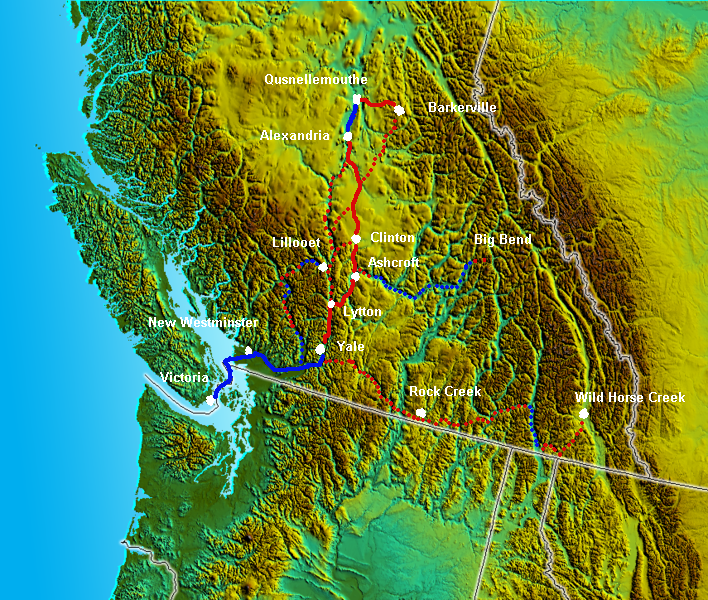
Trasa Sobí cesty je vyznačená červenou a trasa parníků modrou barvou. Cesty k jiným nalezištím zlata jsou vyznačené tečkovaně

Značný nárůst počtu nalezišť zlata byl podmětem pro stavbu cesty Cariboo Wagon Road (Sobí dopravní cesty). Ta obešla staré cesty skrz kaňon Fraser a Douglasovu cestu, která končila v osadě Lillooet. Využila údolí řeky Thompson a od osady Ashcroft vedla údolím řeky Bonaparte, kde se napojila na starou cestu vedoucí z osady Lillooet do osady Clinton.
Sobí cesta byla velkým přínosem pro infrastrukturu kolonie. Díky ní mohli uplatňovat kontrolu a udržovat pořádek na nalezištích zlata v okrese Cariboo. Bohatství tak mohlo snadněji plynout přes vnitrozemí do Spojených států.
Přestože po jejím dokončení Sobí zlatá horečka už skončila, nadále zůstala důležitou cestou v oblasti, kde spojovala doly, zlatokopecké osady a města Richfield, Antler, Bullion, Williams Creek a Quesnel Forks.